# Porpax garambensis
Porpax garambensis – gatunek ważki z rodziny ważkowatych (Libellulidae). Występuje w Afryce Środkowej; jest szeroko rozpowszechniony w Demokratycznej Republice Konga, stwierdzany jest też w Gabonie.